# Callopistria placodoides
Callopistria placodoides là một loài bướm đêm trong họ Noctuidae.